# Vuelta a Murcia 2002
La Vuelta a Murcia 2002, ventiduesima edizione della corsa, si svolse dal 6 al 10 marzo su un percorso di 704 km ripartiti in 5 tappe, con partenza e arrivo a Murcia. Fu vinta dal colombiano Víctor Hugo Peña della US Postal Service davanti al ceco Jan Hruška e allo svizzero Oscar Camenzind.

## Tappe
| Tappa  | Data     | Percorso                            | km    | Vincitore di tappa | Leader cl. generale |
| ------ | -------- | ----------------------------------- | ----- | ------------------ | ------------------- |
| 1ª     | 6 marzo  | Murcia > Fortuna                    | 176,8 | Ján Svorada        | Ján Svorada         |
| 2ª     | 7 marzo  | Beniel > San Javier                 | 160,3 | Fabio Sacchi       | Ángel Edo           |
| 3ª     | 8 marzo  | Molina de Segura > Alguazas         | 180,3 | Fabio Sacchi       | Ángel Edo           |
| 4ª     | 9 marzo  | Ceutí > Alhama de Murcia            | 173,6 | Ángel Edo          | Ángel Edo           |
| 5ª     | 10 marzo | Murcia > Murcia (cron. individuale) | 12,9  | René Andrle        | Víctor Hugo Peña    |
| Totale | Totale   | Totale                              | 704   |                    |                     |

## Dettagli delle tappe

### 1ª tappa
- 6 marzo: Murcia > Fortuna – 176,8 km

| Pos. | Corridore        | Squadra       | Tempo    |
| ---- | ---------------- | ------------- | -------- |
| 1    | Ján Svorada      | Lampre-Daikin | 4h20'27" |
| 2    | Ángel Edo        | Milaneza-MSS  | s.t.     |
| 3    | Massimo Strazzer | Phonak        | s.t.     |

| Pos. | Corridore   | Squadra       | Tempo    |
| ---- | ----------- | ------------- | -------- |
| 1    | Ján Svorada | Lampre-Daikin | 4h20'17" |

### 2ª tappa
- 7 marzo: Beniel > San Javier – 160,3 km

| Pos. | Corridore    | Squadra      | Tempo    |
| ---- | ------------ | ------------ | -------- |
| 1    | Fabio Sacchi | Saeco        | 3h43'04" |
| 2    | Ángel Edo    | Milaneza-MSS | s.t.     |
| 3    | Marc Lotz    | Rabobank     | s.t.     |

| Pos. | Corridore | Squadra      | Tempo    |
| ---- | --------- | ------------ | -------- |
| 1    | Ángel Edo | Milaneza-MSS | 8h03'16" |

### 3ª tappa
- 8 marzo: Molina de Segura > Alguazas – 180,3 km

| Pos. | Corridore          | Squadra      | Tempo    |
| ---- | ------------------ | ------------ | -------- |
| 1    | Fabio Sacchi       | Saeco        | 4h05'05" |
| 2    | Isaac Gálvez Lopez | Kelme        | s.t.     |
| 3    | Ángel Edo          | Milaneza-MSS | s.t.     |

| Pos. | Corridore | Squadra      | Tempo     |
| ---- | --------- | ------------ | --------- |
| 1    | Ángel Edo | Milaneza-MSS | 12h08'16" |

### 4ª tappa
- 9 marzo: Ceutí > Alhama de Murcia – 173,6 km

| Pos. | Corridore        | Squadra      | Tempo    |
| ---- | ---------------- | ------------ | -------- |
| 1    | Ángel Edo        | Milaneza-MSS | 4h25'33" |
| 2    | David Etxebarria | Euskaltel    | s.t.     |
| 3    | Oscar Camenzind  | Phonak       | s.t.     |

| Pos. | Corridore | Squadra      | Tempo     |
| ---- | --------- | ------------ | --------- |
| 1    | Ángel Edo | Milaneza-MSS | 16h33'38" |

### 5ª tappa
- 10 marzo: Murcia > Murcia (cron. individuale) – 12,9 km

| Pos. | Corridore          | Squadra       | Tempo  |
| ---- | ------------------ | ------------- | ------ |
| 1    | René Andrle        | ONCE-Eroski   | 15'22" |
| 2    | Rubens Bertogliati | Lampre-Daikin | a 2"   |
| 3    | Víctor Hugo Peña   | US Postal     | a 9"   |

| Pos. | Corridore        | Squadra     | Tempo     |
| ---- | ---------------- | ----------- | --------- |
| 1    | Víctor Hugo Peña | US Postal   | 16h49'36" |
| 2    | Jan Hruška       | ONCE-Eroski | a 5"      |
| 3    | Oscar Camenzind  | Phonak      | a 10"     |

## Classifiche finali

### Classifica generale
| Pos. | Corridore        | Squadra                | Tempo     |
| ---- | ---------------- | ---------------------- | --------- |
| 1    | Víctor Hugo Peña | US Postal Service      | 16h49'36" |
| 2    | Jan Hruška       | ONCE-Eroski            | a 5"      |
| 3    | Oscar Camenzind  | Phonak Hearing Systems | a 10"     |
| 4    | Grischa Niermann | Rabobank               | a 11"     |
| 5    | Levi Leipheimer  | Rabobank               | a 14"     |